# Разноцветный чирок
Разноцветный чирок (лат. Spatula versicolor) — вид птиц из семейства утиных (Anatidae).

## Описание

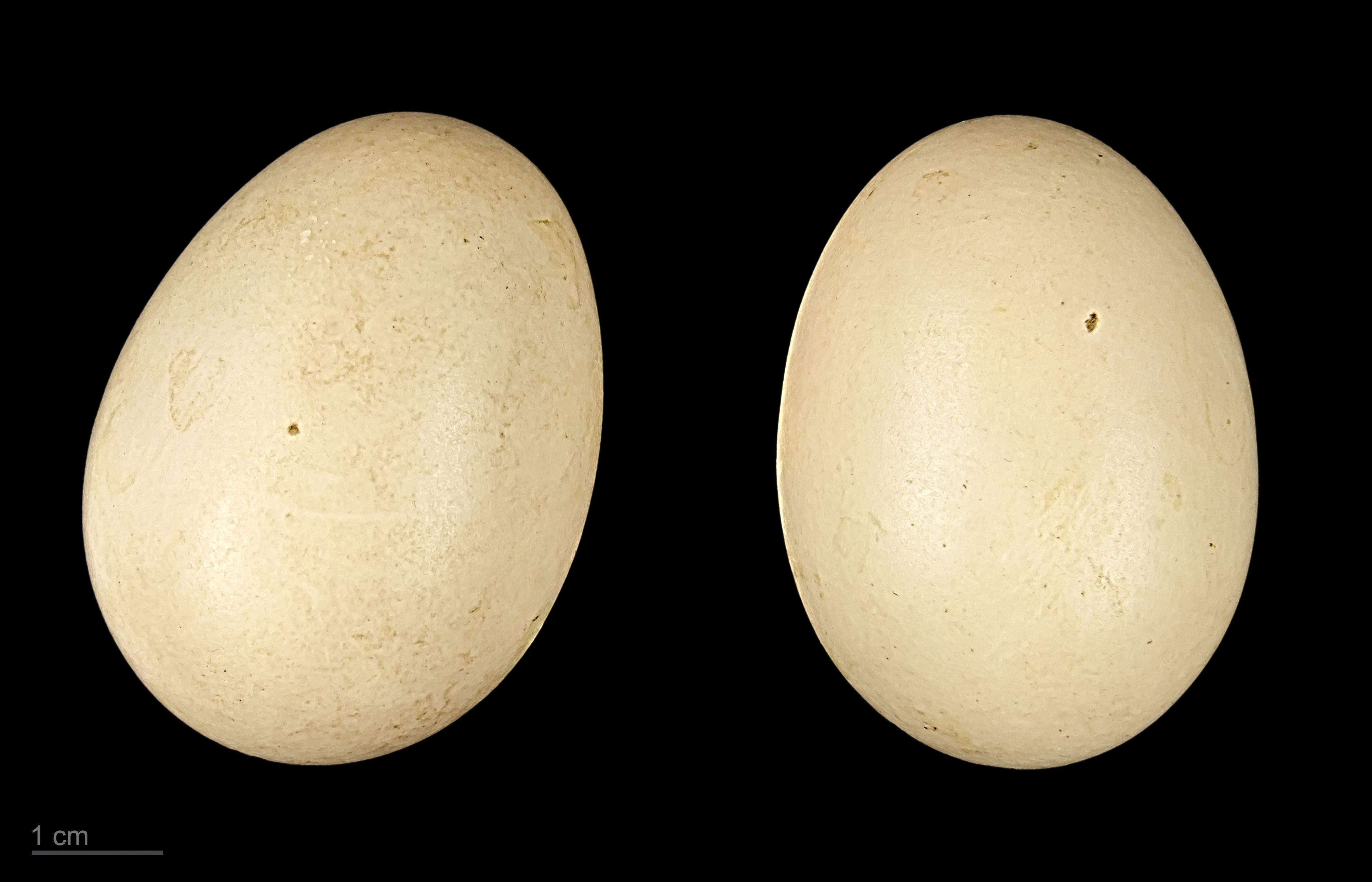
Яйцо Spatula versicolor — Тулузский музей

У разноцветных чирков тёмная шапочка, заходящая ниже глаз, и голубоватый клюв с жёлтым кончиком. У них также имеется зелёное зеркало с белой каймой.
Живут в пресной воде небольшими группами и питаются преимущественно растительной пищей, например, семенами и водными растениями.
Разноцветные чирки устраивают свои гнезда с 5—10 яйцами в густой растительности, насиживая с октября по декабрь. К февралю большая часть цыплят оперяется.

## Распространение
Встречаются в Аргентине, Боливии, Бразилии, Парагвае, Уругвае, Чили, на Фолклендских островах. Обитание птиц на острове Южная Георгия и  Южных Сандвичевых островах нуждается в подтверждении. Самые южные птицы мигрируют зимой в южную Бразилию.

## Классификация
Международный союз орнитологов выделяет два подвида:
- Spatula versicolor fretensis (P. P. King, 1831) — юг Чили и Аргентины, Фолклендские острова
- Spatula versicolor versicolor (Vieillot, 1816) — центр Чили, юг Аргентины и Бразилии

Чирок пуны (Spatula puna) ранее считался подвидом разноцветного чирка. 